# Linia kolejowa nr 295 (Czechy)
Linia kolejowa nr 295 – linia kolejowa w Czechach, biegnąca przez kraj ołomuniecki, od Lipovej-lázni do Javorníka ve Slezsku.